# Cratere Surikov
Surikov  è un cratere sulla superficie di Mercurio.